# Maison de Pirandello
La maison de Pirandello (en italien : Casa di Pirandello) est un musée de Rome, en Italie, situé 13B Via Antonio Bosio et consacré à Luigi Pirandello.

## Présentation et histoire
Le musée est situé dans un appartement se trouvant au dernier étage de la villa où Luigi Pirandello a vécu de 1933 à 1936. Les meubles ont été conservés ainsi que les peintures, livres, manuscrits et autres objets originaux ayant appartenu à l'écrivain. Luigi Pirandello vivait à cette adresse lorsqu'il a reçu le prix Nobel de littérature en 1934.
À la mort de l'écrivain, ses héritiers font don à l’État, de tous les objets stockés chez Luigi Pirandello.
En 1962, à l'initiative d'Umberto Bosco, est créé l'Institut d'études Pirandello et de théâtre contemporain, qui est subventionné par le ministère des Biens et Activités culturels et du Tourisme, la région du Latium et la municipalité de Rome. Le musée appartient à l’État Italien.
L'accès au musée est gratuit.

## Source de la traduction
- (it) Cet article est partiellement ou en totalité issu de l’article de Wikipédia en italien intitulé « Casa di Pirandello » (voir la liste des auteurs).